# HMS Thane (D48)
Pour les articles homonymes, voir D48.
L'USS Sunset (CVE-48/AVG-48/ACV-48) est un porte-avions d'escorte de classe Bogue construit pendant la Seconde Guerre mondiale.

## Historique
Sa quille fut posée le 23 février 1943 comme numéro de coque 259 en vertu d'un contrat de la United States Maritime Commission, au chantier Seattle-Tacoma Shipbuilding Corporation à Tacoma, dans l'état de Washington. Il a été lancé le 15 juillet 1943 (désigné CVE-48); parrainé par Mme C.-E.-Taylor. Transféré dans la Royal Navy dans le cadre de la loi Lend-Lease, il est mis en service le 19 novembre 1943 sous le nom de HMS Thane (D48), appartenant désormais à la classe Ruler.
À sa mise en service, il sert tout d'abord comme bâtiment d'hébergement. Le 15 avril 1944, il prend la mer pour Vancouver (Canada) y effectuer des modifications au standards de la Royal Navy. Le 8 juin, il part pour Norfolk par le canal de Panama. Le 30 juillet, alors aux chantiers navals de Norfolk, il subit des rectifications des défauts de construction. Il est ensuite affecté au Commandement des Western Approches comme transporteur. Durant toute l'année 1944, l'HMS Thane opère dans l'Atlantique Nord en protégeant les convois et les avions de transport utilisés pour le Théâtre européen. Il exerce cette fonction jusqu'au 15 janvier 1945, date à laquelle il est sérieusement endommagé par une torpille tirée du U-boot allemand U-1172 près du Firth of Clyde. Il est remorqué vers Faslane. Il est tellement endommagé qu'il est mis en réserve, car il n'y a pas de chantiers navals ayant la capacité d'effectuer les réparations. Le 21 juillet 1945, il est mis en réserve à Faslane où une petite équipe reste à bord pour en assurer l'entretien. En décembre 1945, il est vendu à la société Metal Industries puis démoli.